# Amtsgericht Hultschin
Das Amtsgericht Hultschin war ein preußisches Amtsgericht mit Sitz in Hultschin.

## Geschichte
Das königlich preußische Amtsgericht Hultschin wurde mit Wirkung zum 1. Oktober 1879 als eines von neun Amtsgerichten im Bezirk des Landgerichtes Ratibor im Bezirk des Oberlandesgerichtes Breslau gebildet. Der Sitz des Gerichtes war Hultschin. Sein Gerichtsbezirk umfasste aus dem Kreis Ratibor den Stadtbezirk Hultschin und die Amtsbezirke Annaberg, Beneschau, Buslawitz, Groß-Hoschütz, Klein-Hoschütz, Schloss Hultschin, Deutsch-Krawarn, Petrzkowitz, Schillersdorf und Teile der Amtsbezirke Bolatitz und Kreuzenort. Am Gericht bestanden 1880 drei Richterstellen. Das Amtsgericht war damit ein mittelgroßes Amtsgericht im Landgerichtsbezirk. Der Amtsgerichtsbezirk kam aufgrund des Versailler Vertrages 1920 zur Tschechoslowakei. Das Amtsgericht stellte seine Arbeit ein. Der Rest des Sprengels des Amtsgerichts Hultschin, der beim Deutschen Reich verblieben war, wurde dem Amtsgericht Ratibor zugeordnet. Diese Änderungen traten zum 1. Januar 1920 in Kraft. Das Gebiet wurde am 14. April 1939 infolge des Münchner Abkommens wieder in den Landkreis Ratibor eingegliedert. Entsprechend wurde das Amtsgericht Hultschin neu gebildet und erneut dem Landgericht Ratibor zugeordnet. Zum 1. April 1941 wurde der Landgerichtsbezirk Ratibor mit seinen Amtsgerichten dem neugeschaffenen Oberlandesgericht Kattowitz zugeschlagen.
Im Jahre 1945 wurde der Amtsgerichtsbezirk unter tschechoslowakische Verwaltung gestellt, und die deutschen Einwohner wurden vertrieben. Damit endete auch die Geschichte des Amtsgerichtes Hultschin.